# Chantal Gorostegui
Chantal Gorostegui (Prats de Molló i la Presta, Vallespir, 20 de gener de 1965) és una corredora ciclista nord-catalana, campiona de França de ciclisme en ruta el 1994.

## Palmarès
- 1987
  - Fletxa Gascona
- 1988
  - Fletxa Gascona
  - 3a etapa del Tour de Tarn i Garona
- 1989
  - Fletxa Gascona
  - 1a etapa i 2a etapa de la Fletxa Gascona
- 1991
  - 2a etapa de la Fletxa Gascona
- 1994
  -  Campiona de França en ruta[1]
  - Ruta del Muscadet[2]
  - Challenge Alavesa
  - 1a etapa de Anneville-sur-Scie
- 1995
  - 3a etapa del Tour de l'Alta Viena
- 1996
  - 2a etapa et 3a etapa du Tour de la Droma
- 1997
  - 1a etapa de la Fletxa Gascona
  - 2a etapa del Tour de l'Alta Viena
  - 2a de la Fletxa Gascona
  - 2a du Tour de l'Alta Viena
- 2000
  - 1a etapa del Tour de Charente Maritima